# Åflo

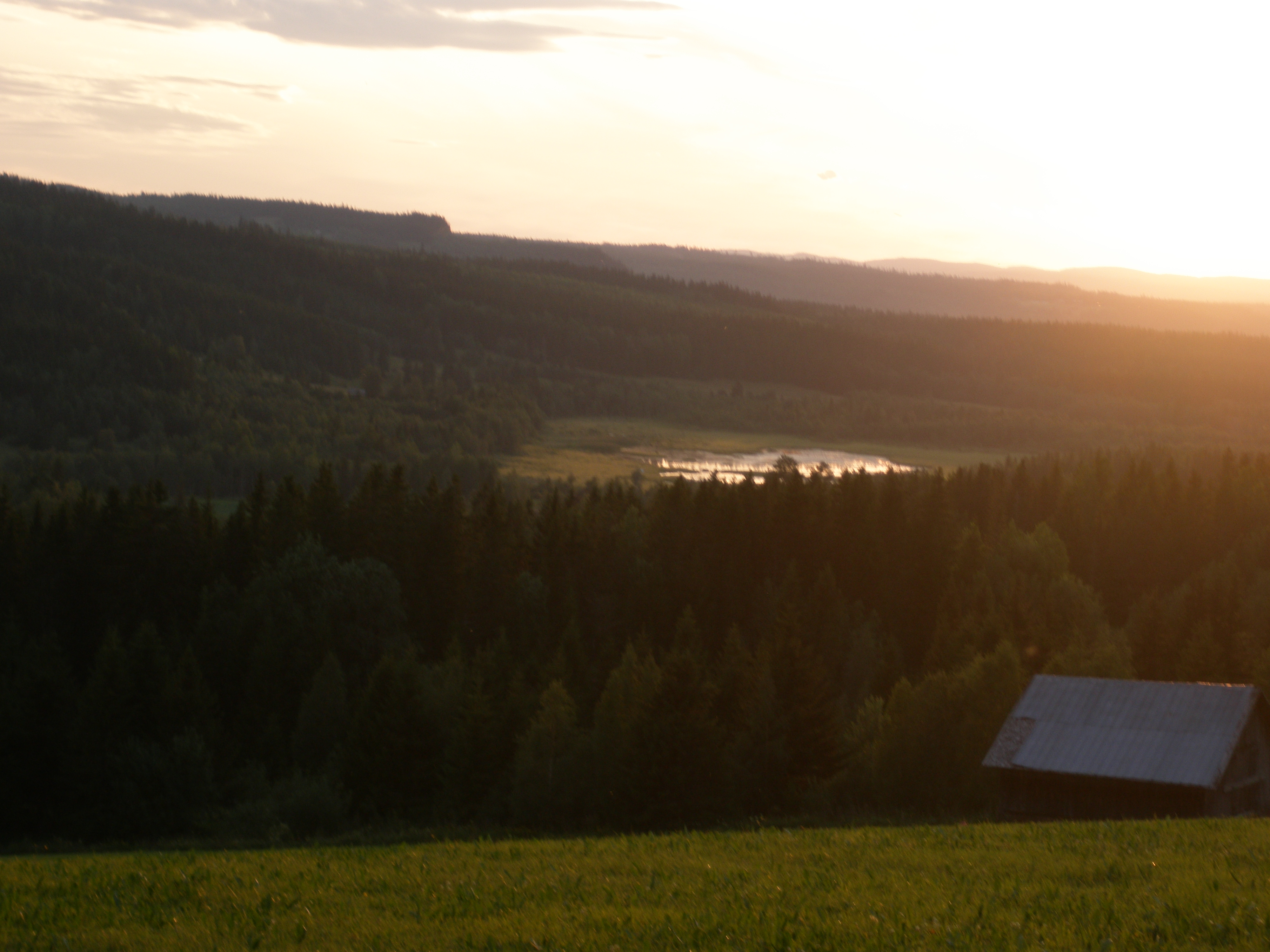
Vid Trolltjärnen hittades Offerdalsspetsen

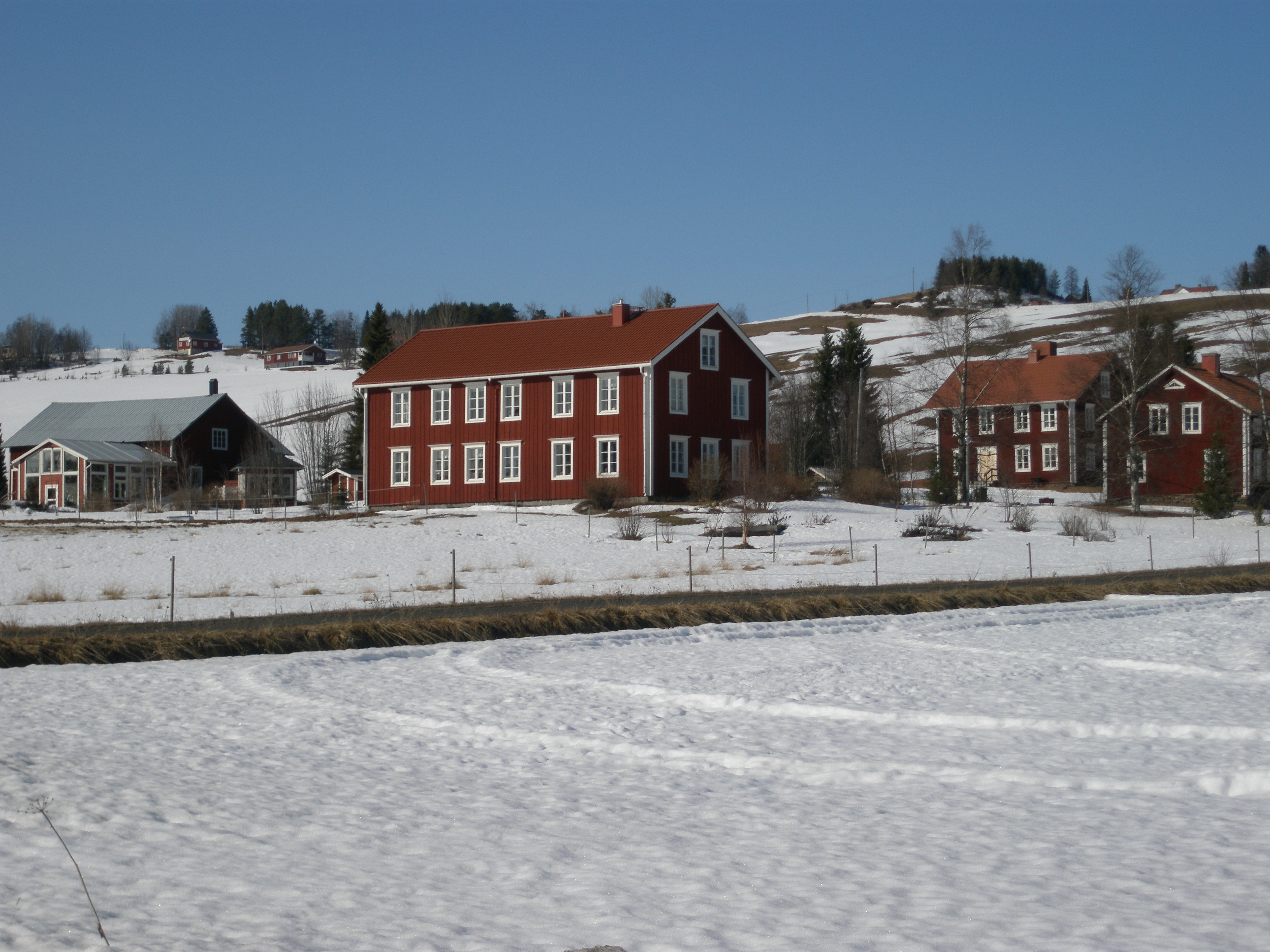
Bondgård i Åflo

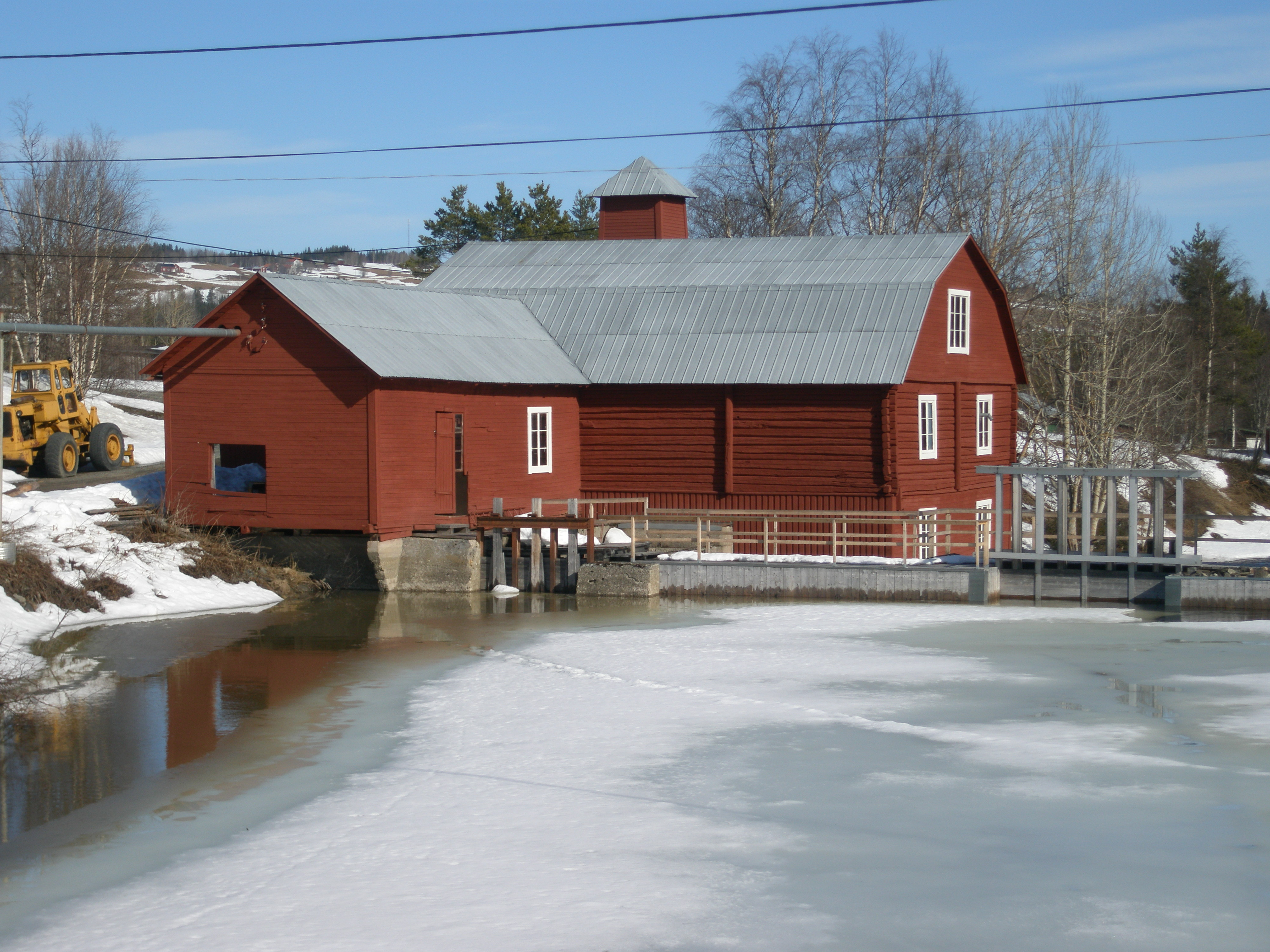
Åflo kvarn i Offerdals socken

Åflo är en by i Offerdals socken, Krokoms kommun, i västra Jämtland. Byn är belägen på Åflobackens syd- och västsluttningar vid Nästån och dess mynning i Hällsjön. Åflo är en gammal jordbruksbygd med ett flertal fortfarande levande bondgårdar. Till Åflo brukar även byarna Åflohammar, Vågen, Holmsved och Petersburg räknas. 

## Historia
Vid Trolltjärnen, på gränsen mellan Åflo och Kaxås, hittades år 1881 en spjutspets av ben. Offerdalsspetsen, som är 8000 år gammal, är det nordligaste fyndet från den äldre stenåldern och det äldsta föremålet som tillverkats i Jämtland. År 1886 hittades i Åflo en myrjärnstacka och en oval spännbuckla från bronsåldern.
Från runt år 1000 finns en bofast befolkning i Åflo. Byn har enligt folksägen fått sitt namn av att den förste som bosatte sig i byn efter digerdöden, Tor, kom dit när "ån var i flo", det vill säga när Nästån hade högt vattenstånd. Åflo har gett namn åt socknen Offerdal, som från början hette Afflodal. Åflo omtalas första gången år 1410, då en thörkil i aflo var åbo i byn. Den del av byn som i dag kallas Säter omtalas år 1420 då en niclis j saetrom nämns.  
År 1582 var omkring 500 personer bosatta i Offerdals socken. I början av 1600-talet hade Offerdal näst flest byar i Jämtland. Det fanns 33 byar och 87 gårdar. Socknens största byar var Kaxås och Åflo. Åflo var under lång tid en av de viktigaste byarna i Offerdal, inte minst på grund av de gynnsamma jordbruksförhållandena på sluttningarna ner mot Nästån och Hällsjön. 
I byn fanns bland annat Åflohammars järnbruk. Bruket startade sin verksamhet år 1840. År 1844 blev bergsingenjören Karl Ferdinand de Ron chef. År 1847 uppfördes en herrgård samt bostäder åt smeder, drängar och körkarlar. Efter det att bruksverksamheten upphörde var Åflohammar först länsmannabostad och sedan ålderdomshem och senare hotell. Byns första affär öppnades år 1869. Den gamla vattenkvarnen, Åflo kvarn, är ännu i drift. Ett tegelbruk fanns vid Trolltjärnen. Vid Mattisbäcken låg i början på 1900-talet Åflo mejeri, där det numera finns en smedja.  
En småskola fanns under 1800-talet och 1900-talets början i gården Säter. Åflo folkskola fick senare namnet Kaxås skola. Gården Säter var tidigare kaptensboställe. 

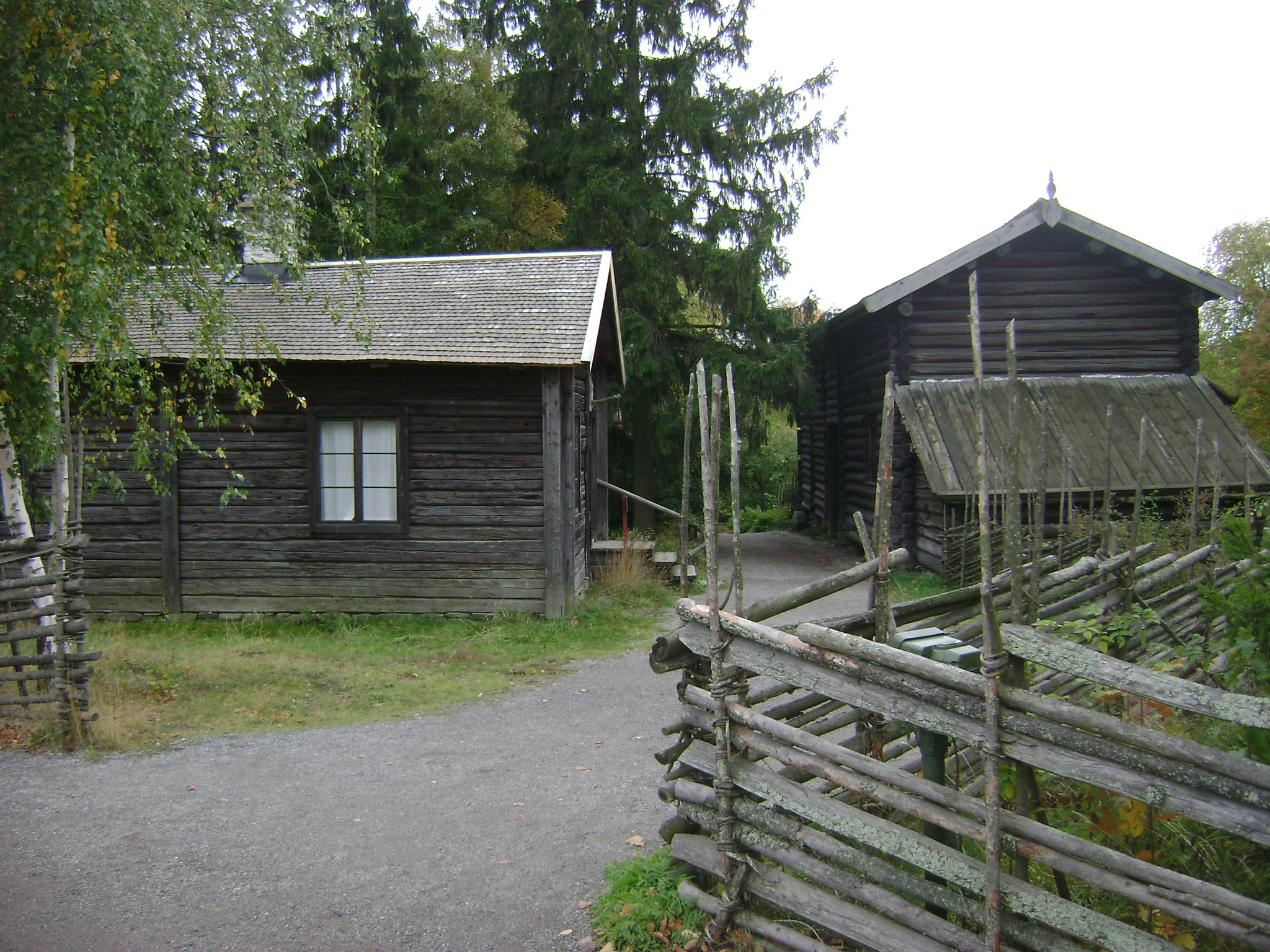
Rengårdens bryggstu på Skansen i Stockholm

En bagarstuga (bryggstu) från Rengården i Åflo finns numera på Skansen i Stockholm. De flesta bondgårdar i Offerdal har en bryggstu. Dessa bagarstugor användes till att baka tunnbröd, men användes långt in på andra hälften av 1900-talet även som sommarbostad. Man flyttade ut till bagarstugan i början av juni och flyttade in till bondgårdens huvudbyggnad efter skördeperiodens slut i början av oktober.